# Sơn Hùng
Sơn Hùng là một xã thuộc huyện Thanh Sơn, tỉnh Phú Thọ, Việt Nam.
Xã Sơn Hùng có diện tích 21,84 km², dân số năm 1999 là 4444 người, mật độ dân số đạt 203 người/km².